# Marion megye (Texas)
Marion megye az Amerikai Egyesült Államokban, azon belül Texas államban található. Megyeszékhelye és legnagyobb városa Jefferson. Lakosainak száma 9725 fő (2020. április 1.). Marion megye Morris, Harrison, Cass, Caddo és Upshur megyékkel határos.

## Népesség
A megye népességének változása:
| Lakosok száma | 10 516 | 10 457 | 10 320 | 10 235 | 10 160 | 9725 |
|               | 2010   | 2011   | 2012   | 2013   | 2015   | 2020 |